# Mistrzostwa Polski Par Klubowych na Żużlu 2014
Mistrzostwa Polski Par Klubowych na Żużlu 2014 – zawody żużlowe, mające na celu wyłonienie medalistów mistrzostw Polski par klubowych w sezonie 2014. Od tego sezonu zmieniła się formuła rozgrywek. Główna Komisja Sportu Żużlowego zrezygnowała z rozgrywania eliminacji. Finał rozegrano w Gorzowie Wielkopolskim, w którym zwyciężyli zawodnicy Stali Gorzów Wlkp.

## Finał
- Gorzów Wielkopolski, 19 października 2014
- Sędzia: Leszek Demski

| Miejsce | Kluby                     | Suma | Zawodnicy                                              | Punkty                                           |
| ------- | ------------------------- | ---- | ------------------------------------------------------ | ------------------------------------------------ |
| złoto   | Stal Gorzów Wlkp.         | 28   | Krzysztof Kasprzak Bartosz Zmarzlik Adrian Cyfer       | 14 (3,2,2,3,2,2) 14 (w,3,3,2,3,3) ns             |
| srebro  | Unibax Toruń              | 26   | Oskar Fajfer Paweł Przedpełski                         | 12 (1,2,3,2,1,3) 14 (2,3,1,3,3,2)                |
| brąz    | Grupa Azoty Unia Tarnów   | 19   | Krzysztof Buczkowski Kacper Gomólski                   | 9 (1,0,3,3,1,1) 10 (2,1,2,2,3,0)                 |
| 4       | ŻKS ROW Rybnik            | 15   | Michał Szczepaniak Rafał Szombierski                   | 7 (2,3,1,1,0,0) 8 (1,1,2,0,2,2)                  |
| 5       | GKM Grudziądz             | 14   | Daniel Jeleniewski Sebastian Ułamek Mike Trzensiok     | 0 (0,0,–,–,0,d) 14 (3,3,3,1,3,1) 0 (–,–,d,u,–,–) |
| 6       | KMŻ Lublin                | 13   | Dawid Lampart Robert Miśkowiak                         | 9 (2,1,2,u,1,3) 4 (0,w,0,1,2,1)                  |
| 7       | SPAR Falubaz Zielona Góra | 11   | Kamil Adamczewski Krzysztof Jabłoński Alex Zgardziński | 5 (0,2,0,–,1,2) 6 (3,1,1,1,–,–) 0 (–,–,–,w,–,–)  |

Bieg po biegu:
1. Jabłoński, Szczepaniak, Szombierski, Adamczewski
2. Ułamek, Gomólski, Buczkowski, Jeleniewski
3. Kasprzak, Przedpełski, Fajfer, Zmarzlik (w/u)
4. Szczepaniak, Lampart, Szombierski, Miśkowiak
5. Ułamek, Adamczewski, Jabłoński, Jeleniewski
6. Przedpełski, Fajfer, Gomólski, Buczkowski
7. Zmarzlik, Kasprzak, Lampart, Miśkowiak (w/u)
8. Ułamek, Szombierski, Szczepaniak, Trzensiok (d)
9. Buczkowski, Gomólski, Jabłoński, Adamczewski
10. Fajfer, Lampart, Przedpełski, Miśkowiak
11. Zmarzlik, Kasprzak, Szczepaniak, Szombierski
12. Przedpełski, Fajfer, Jabłoński, Zgardziński (w/su)
13. Kasprzak, Zmarzlik, Ułamek, Trzensiok (u3)
14. Buczkowski, Gomólski, Miśkowiak, Lampart (u4)
15. Przedpełski, Szombierski, Fajfer, Szczepaniak
16. Zmarzlik, Kasprzak, Adamczewski, Jabłoński (ns)
17. Ułamek, Miśkowiak, Lampart, Jeleniewski
18. Gomólski, Szombierski, Buczkowski, Szczepaniak
19. Lampart, Adamczewski, Miśkowiak, Jabłoński (ns)
20. Fajfer, Przedpełski, Ułamek, Jeleniewski (d4)
21. Zmarzlik, Kasprzak, Buczkowski, Gomólski